# Народности России (серия статуэток)
«Народности России», «Народы России» — серия фарфоровых статуэток российского Императорского фарфорового завода (ИФЗ), создававшаяся в 1907—1917 гг.
Автором большинства моделей был скульптор Павел Павлович Каменский.
В настоящее время известно о существовании оригинальных 74 фигур (и многочисленных уменьшенных копий с них). В наиболее полном виде серия представлена в Музее фарфора Государственного Эрмитажа, в коллекции же Российского Этнографического музея находится часть серии из 47 фигур.

## Предшественники

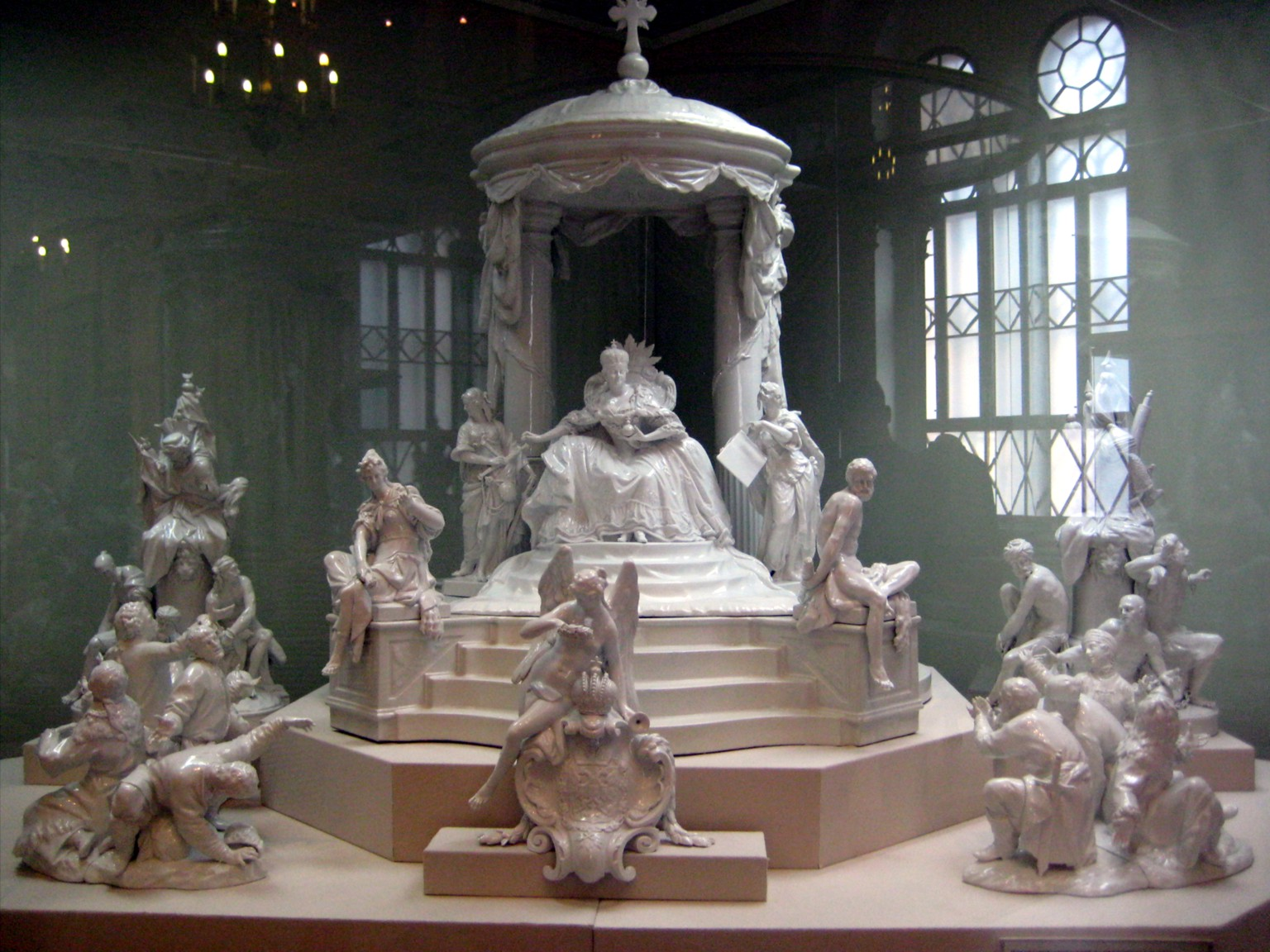
Екатерина II в окружении русских народностей и пленных турок (1770—1772 гг.)

Впервые в России фарфоровые статуэтки представителей различных народностей страны появились в качестве дара короля Пруссии Фридриха II императрице Екатерине II. Они входили в состав сервиза, выполненного в 1770—1772 годах на Берлинской фарфоровой мануфактуре и помещались в комплексе настольного украшения — фигуры императрицы, сидящей на троне, окружённой поклоняющимися ей людьми из числа русских народностей и пленных турок.
Затем в 1780—1790-х годах Екатерина II инициировала выпуск фарфоровых статуэток (скульптор Ж.-Д. Рашетт) в первой серии, получившей название «Народности России» («Народы России»). В неё входили не только народности, но и городские типы (ремесленники, торговцы). Основой для серии послужил изданный в 1776—1777 гг. труд этнографа И.-Г. Георги «Описание обитающих в Российском государстве народов, а также их житейских обрядов, вер, обыкновений, жилищ, одежд и прочих достойнопамятностей». В данной книге было около ста иллюстраций, выполненных по натурным зарисовкам разных путешественников, а также по материалам Кунсткамеры. В настоящее время известно 32 произведения из екатерининской серии «Народности России», включающие 29 одиночных фигур и 3 групповые композиции. В 2022 году Эрмитаж, Русский музей, АО «Императорский фарфоровый завод» и АО «Ямалтрансстрой» решили создать еще несколько предметов, "дополнив" группу (планируемые новые фигурки:  «Баба татарская (барабинская)», «Казак» и группа «Коряки»).
Вслед за Императорским заводом эту тему подхватили частные, в том числе Завод Гарднера (особенно в 1870-е годы), Попова, Корниловых, Поскочина и др.

## Создание

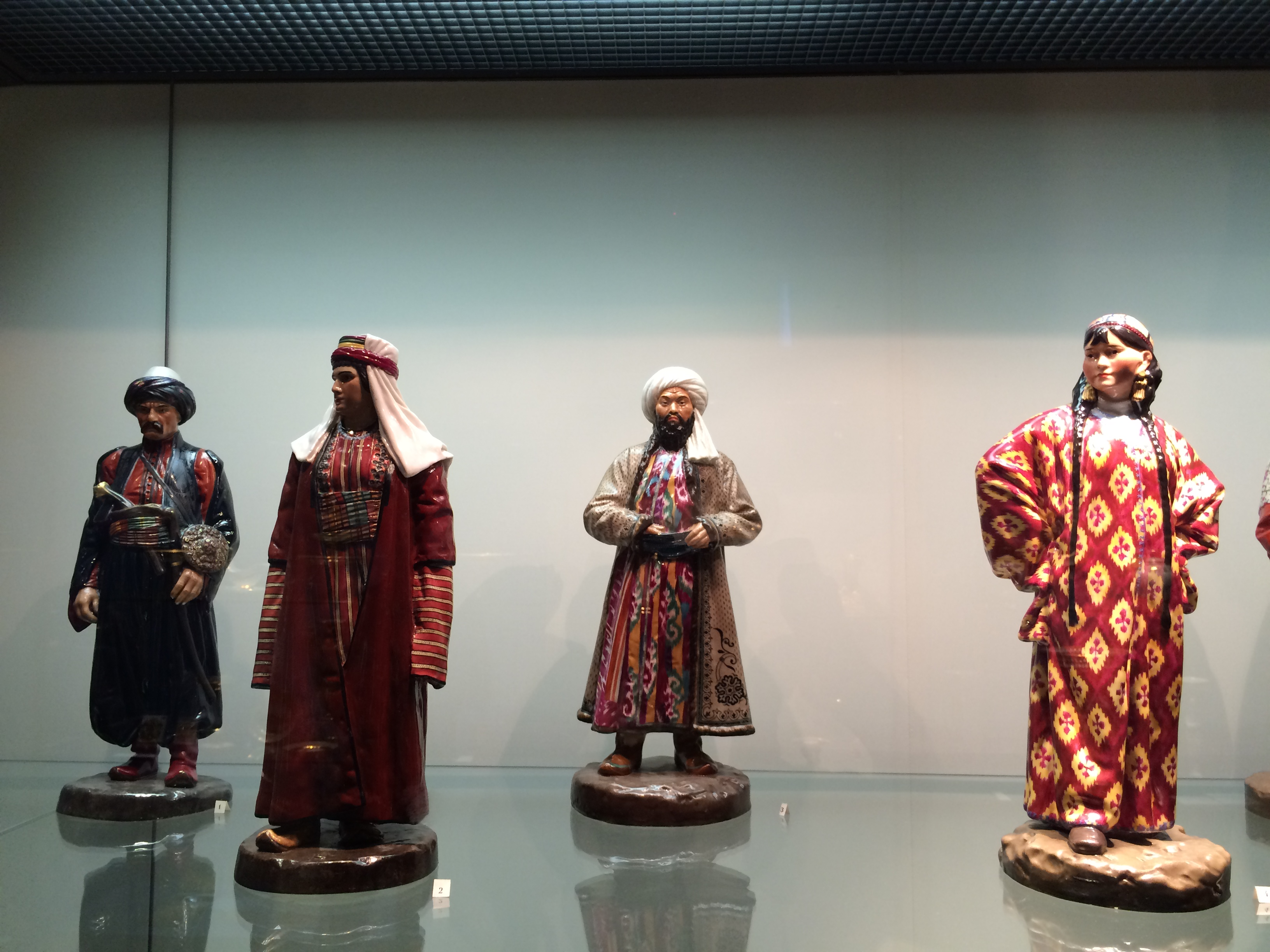
Курды и сарты

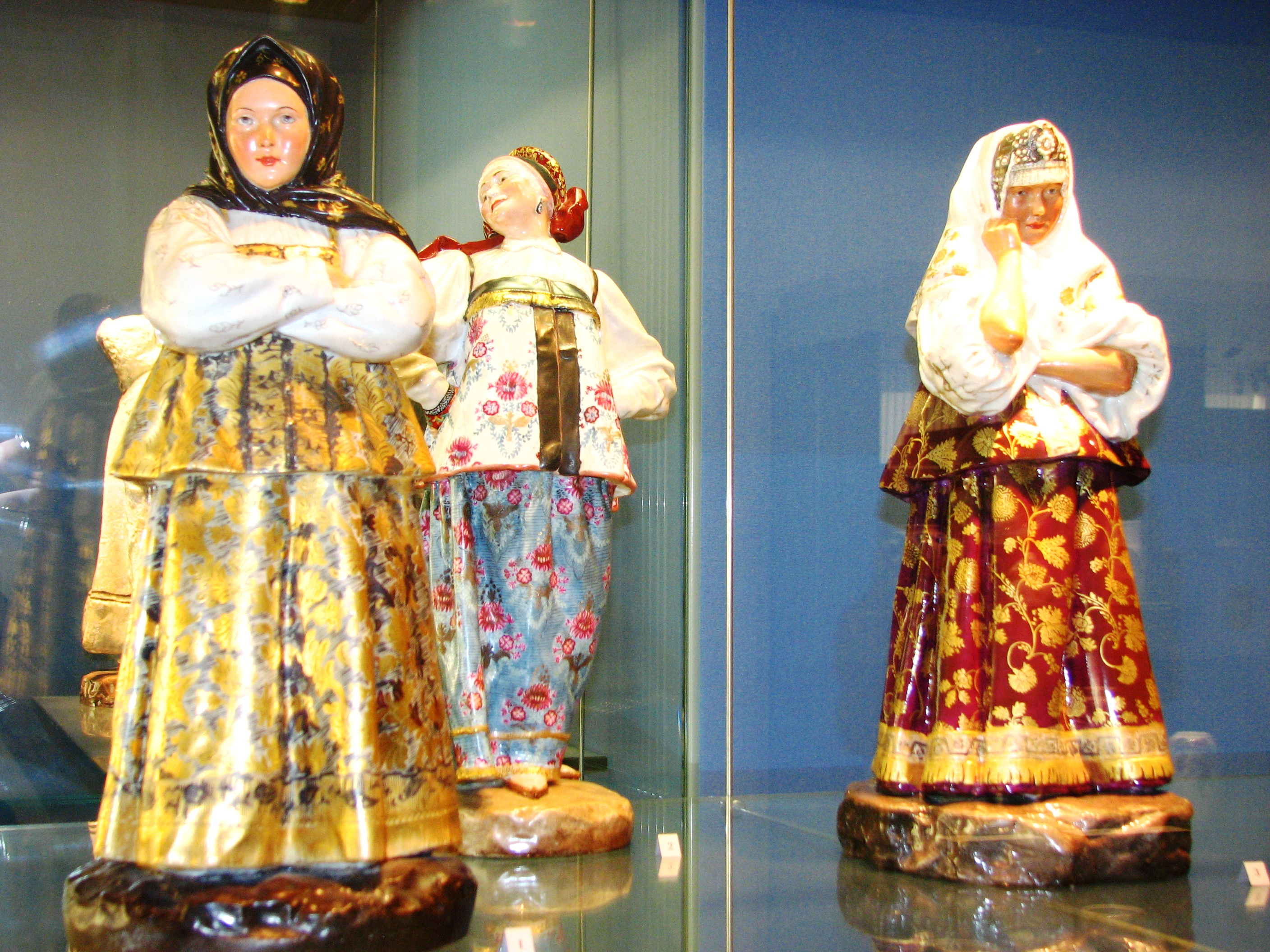
Архангельская женщина, Женщина Саратовской губернии, Олонецкая женщина

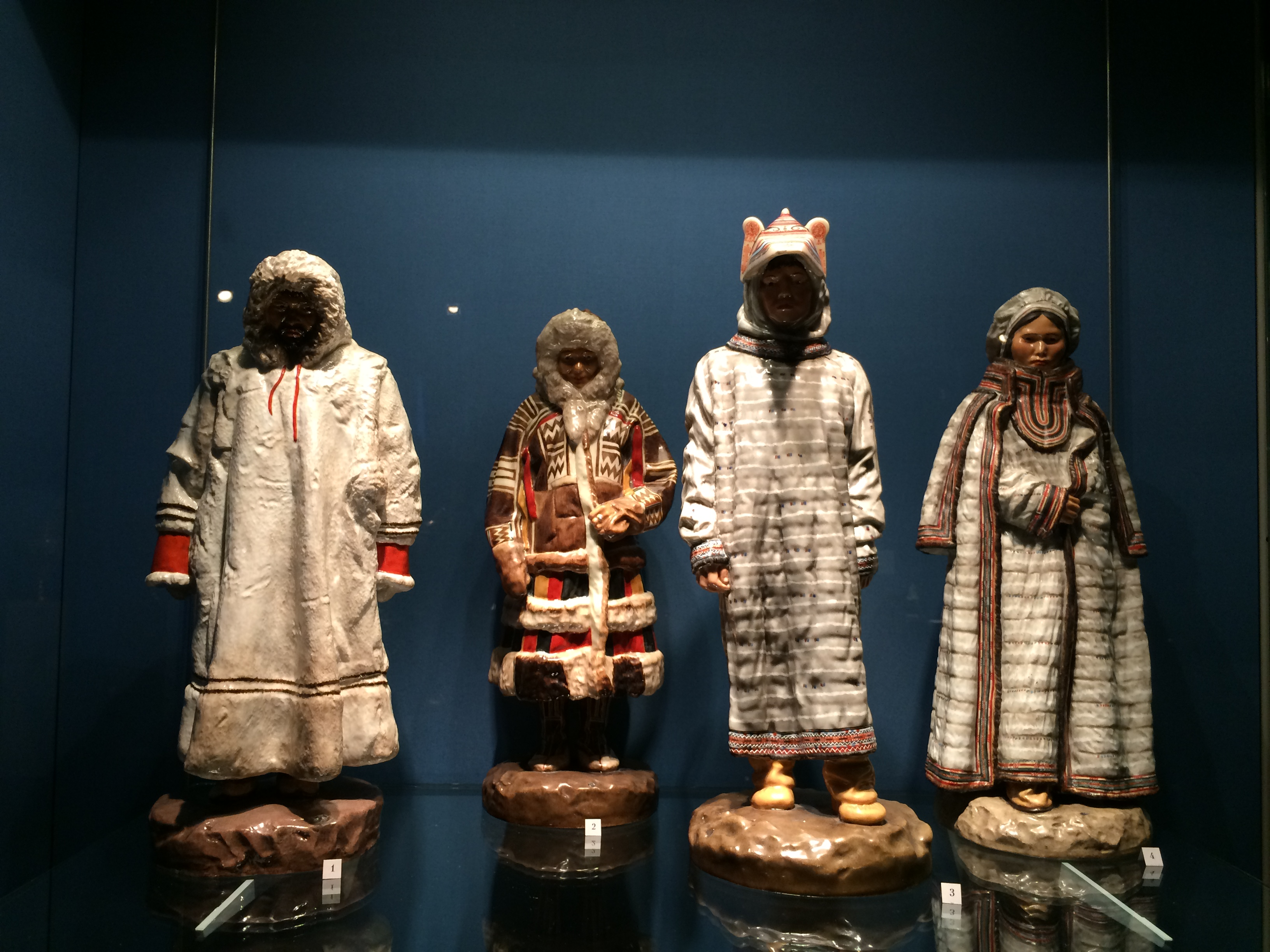
Самоеды и алеуты

Серия, оказавшаяся самым масштабным циклом статуэток ИФЗ, была начата в 1907 году по инициативе императора Николая II и приурочена к празднованию 300-летия Дома Романовых (в 1913 году).
Начальная работа по подготовке концепции легла на директора завода барона Н. Б. Вольфа. В отличие от предшествующих фарфоровых статуэток с изображением народностей России, данную серию было решено создавать основываясь на научных данных, с опорой на новейшие этнографические исследования (а также на результаты первой всеобщей переписи населения 1897 года — именно она послужила критерием составления списка). На завод как консультант был приглашен директор музея Антропологии и Этнографии академик В. В. Радлов.
Руководство проектом было поручено скульптору Павлу Каменскому (1858—1922), много лет служившему в должности заведующего бутафорской мастерской императорских театров. Ему помогала команда формовщиков и живописцев — Анатолий Лукин, Павел Шмаков, Иван Зотов, Андрей Дитрих, Людмила Мидина и др. Роспись большинства фигур была осуществлена художницей Марией Герцак.
Многочисленная серия была призвана проиллюстрировать все народности, проживавшие на территории Российской империи, и таким образом подчеркнуть её величие. Эскизы выполнялись на основе экспонатов Музея антропологии и этнографии имени Петра Великого и этнографического отдела Русского музея императора Александра III. «В распоряжении Каменского были новейшие результаты научных исследований по сравнению черт лица, роста и телосложения отдельных этнических групп, а также многочисленные фотографии представителей разных народов и антропологические манекены. […] При отборе образов большое значение имели научные достижения в изучении культуры народов Сибири, Дальнего Востока, Средней Азии. Именно этим и объясняется преобладание в серии „Народности России“ скульптур, представляющих народы именно этих территорий».
Предварительный список насчитывал 400 мужских и женских фигур разных национальностей, проживавших в России, однако, «принимая во внимание, что некоторые народности имеют общую одежду и незначительно отличаются по типу, для других представляются серьёзные затруднения для отыскания образцов одежды в настоящее время, в первую очередь намечено к исполнению 73 народности и типа народностей, то есть 146 отдельных фигур» (каждая национальность, видимо, должна была быть представлена обоими полами). «В списке „народностей“ намеченных для исполнения в первую очередь числились более 60 фигур. По проекту эта серия должна была стать самой крупной работой скульптурной мастерской петербургского предприятия за последние десятилетия. В сокращенном виде на изготовление серии при создании 3—4 фигур в год, по подсчетам управляющего завода, требовалось 18—25 лет».
При реализации проекта, как сообщает РЭМ, было изготовлено 146 форм для отливок (но, судя по всему, не все они были использованы — либо речь идет о двух формах на каждую статуэтку).
К 1915 году почти все существующие на данный момент модели были готовы. Музеи получили копии моделей, а уменьшенные в два раза статуэтки поступили в продажу (около 18—19 см высотой). «Подлинность оригинальной скульптуры можно установить по надписи на внешней стороне оснований, где обычно вытеснены факсимиле скульптора и дата. На внутренней поверхности должны находиться подписи, относящиеся к исполнению конкретного экземпляра. Здесь же располагается название модели, которое процарапано от руки. Марка нанесена по трафарету хромом — это шифр Николая II под короной с датой и годом исполнения данного экземпляра, над ней находятся рукописные инициалы или полное имя скульптора формовщика».
После 1917 года в Советской России статуэтки повторялись (для продажи и дипломатических подарков). Так, в 1930-е их выпускал переименованный Ленинградский фарфоровый завод (в уменьшенном размере).

## Характеристика

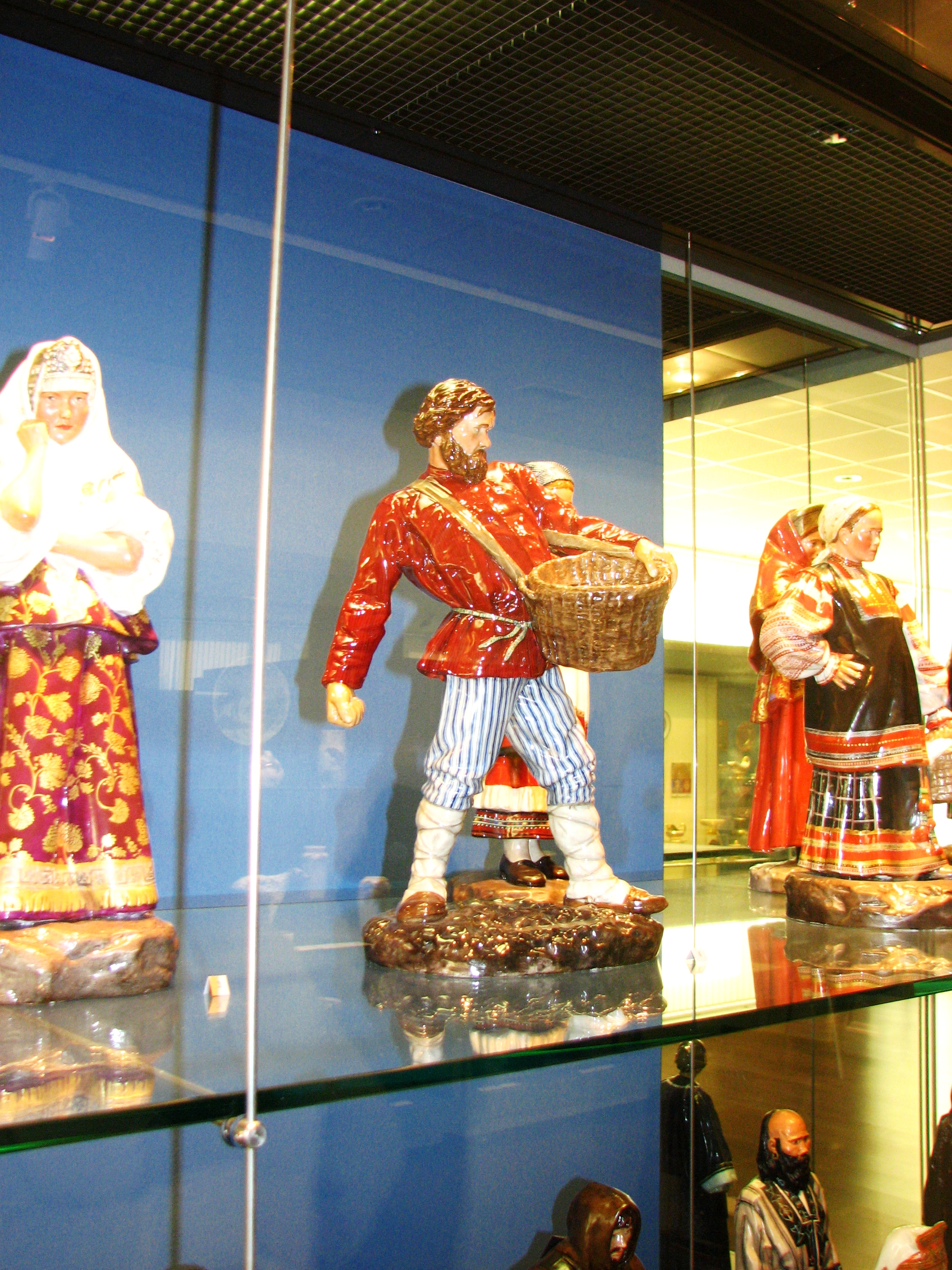

Скульптуры изготовлены методом литья с последующим глазурованием и двукратным высокотемпературным обжигом. Высота больших скульптур составляет от 38 до 45 сантиметров.
Как пишет художественный критик, «собрание народностей представляют стоящие и сидящие женщины и мужчины, облаченные в яркую, причудливую, идеальную — как с подиума, — праздничную одежду (повседневная, как известно, не отличалась наглядностью). В позах есть живость, но нет действия. Исключение составляют „Корякская женщина“, вроде бы выделывающая кожу, „Тунгусский шаман“, вроде бы шаманящий, и выпадающий из серии по композиции и названию „Сеятель“: облаченный в праздничный южнорусский костюм, он тоже позирует. По сути единственным этномаркирующим принципом оказался костюм, лицо воспринимается как маска при этом костюме. Поэтому он так тщательно выполнен (нужно отметить высокое мастерство живописцев в передаче цвета, учитывая всю технологическую сложность производства, например, смену тона при обжиге). Экзотический наряд — гарант культурного многообразия империи».
По полноте и реалистичности воспроизведения типов и костюмов серия превзошла все предыдущие работы подобного характера. «В проекте все же был допущен ряд ошибок в изображении одежды: недостаток или переизбыток некоторых деталей (…) отдельных элементов, совмещение частей костюмов из разных локальных традиций. Вероятно, причина таких неточностей кроется в отсутствии на тот момент достоверной этнографической информации у музейных сотрудников, консультировавших Каменского. В нескольких случаях ошибки касаются и несоответствия образа и названия скульптуры (изображения представительниц Вологодской и Рязанской губерний названы соответственно „Саратовская женщина“ и „Великоруска с Дона“; образ тиндийки — жительницы дагестанского селения Тинди — назван лезгинкой».

### Список
Статуэтки носят название в соответствии с принятыми тогда именованиями народностей (многие из которых ныне устарели). Некоторые народы представлены обоими полами, однако системы в этом нет.
1. Аворская женщина
2. Алеут
3. Алеутка
4. Архангельская женщина
5. Армянин
6. Армянская женщина
7. Айн
8. Айнка
9. Башкир
10. Башкирка
11. Болгарин
12. Болгарка
13. Бурят
14. Бурятская женщина
15. Великоросс Рязанской губернии
16. Великоросска с Дона
17. Вогульская женщина
18. Вологодская женщина
19. Вотятская женщина
20. Гилячка
21. Гиляк
22. Гольд
23. Гольдская женщина
24. Грузинская женщина
25. Женщина Саратовской губернии
26. Зырянин
27. Качинская женщина
28. Киргиз
29. Киргизская женщина
30. Китаец
31. Китаянка
32. Кореец
33. Корякская женщина
34. Крымская татарка
35. Крымский татарин
36. Курд
37. Курдская женщина
38. Ламут
39. Ламутка
40. Лезгин
41. Лезгинская женщина
42. Лопарь
43. Лопарская женщина
44. Малоросс
45. Малороссиянка
46. Манчжурская женщина
47. Мингрелец
48. Мордовка племени мокша
49. Мордовская женщина
50. Монгольская женщина
51. Самоед
52. Самоедка
53. Сарт
54. Сартская женщина
55. Сойотская женщина
56. Семейская женщина
57. Олонецкая женщина
58. Остяк
59. Остячка
60. Перс
61. Персиянка
62. Тульская женщина
63. Тунгузский шаман
64. Тунгузская женщина
65. Туркмен
66. Финн
67. Финская женщина
68. Черемис
69. Черемиска
70. Чукча
71. Чукча-женщина
72. Эстонская женщина
73. Якут
74. Якутка

## В XXI веке
ИФЗ начал выпуск повторов знаменитой серии с 2007 года. 36 скульптур (из 74) были восстановлены в наше время мастерами ОАО «Императорский фарфоровый завод» А. А. Даниловым, Г.А Белаш, А. П. Трофимовой, С. В. Плаховым, С. М. Яшниковым, О. М. Грушиной. В 2012 году было решено продолжить серию — был открыт проект «Народности. Коллекция XXI».
В 2013 году силами Российского этнографического музея и музея Антропологии РАН (Кунсткамера) в здании РЭМ была проведена совместная выставка «Образы народов России», на которой фарфоровые статуэтки были выставлены рядом с костюмами, послужившими для них образцами, либо с их аналогами (56 с ними костюмных комплексов и отдельные вещи из собраний РЭМ и МАЭ).